# Carl Oscar Kjellberg
Carl Oscar Kjellberg, född 4 maj 1864 i Göteborg, död 26 juni 1932 på Lidingö, var en svensk brukspatron och godsägare.

## Biografi
Carl Oscar Kjellberg tillhörde den kända Göteborgssläkten Kjellberg. Hans far var Jonas Henrik Reinhold Kjellberg (1823-1896) och hans mor var Henriette Sinclair (1824-1902). Efter skolgång i Göteborg studerade han vid handelsskolan i Dresden och anställdes 1885 vid Kramfors bruk i Gudmundrå socken, Ångermanland. På hösten 1887 flyttade han som skogschef vid bruket till  Backe i Fjällsjö socken, där han var bosatt till hösten 1907. Därefter flyttade han till säteriet Kersö gård på Kärsön (nuvarande Ekerö kommun) som han redan 1904 hade förvärvat. Han lät bland annat bygga om huset efter ritningar av arkitekt Torben Grut. Egendomen stannade under 100 år i familjen. Den siste Kjellberg på Kärsö gård var sonen Rolf C:son (död 2004).
Carl Oscar Kjellberg var landstingsman i Västernorrlands och Stockholms län samt från 1914 ordförande i kommunalstämman och pensionsnämnden i Ekerö. Han var gift två gånger. Mellan 1882 och 1910 med friherrinnan Ninny Elvira Leontina (Vera) Leijonhielm (död 1948) och från 1910 med Carin Redlund (död 1925). Han gravsattes på Norra begravningsplatsen den 1 juli 1932. En minnessten över Kjellberg står i Kärsö gårds park. Stenen är av granit och tre meter hög och bär bland annat inskriptionen: ”TILL MINNE AV BRUKSPATRON CARL KJELLBERG SOM FÖRVÄRVADE KERSÖ 1904” (RAÄ-nummer Ekerö 173:1).